# Tripropylenglycole
Die Tripropylenglycole (kurz TPG) gehören zur Stoffgruppe der Glycolether und liegen meist als eine Mischung von drei Strukturisomeren vor.

## Eigenschaften
Das Strukturisomerengemisch der Tripropylenglycole ist eine farblose, hygroskopische, viskose und geruchlose Flüssigkeit.
| Tripropylenglycole    |                                                                        |                                                                        |                                                                        |
| Name                  | Sec-, Sec-Tripropylenglycol                                            | Pri-, Sec-Tripropylenglycol                                            | Pri-, Pri-Tripropylenglycol                                            |
| Strukturformel        | TPG Molekül Sec-,Sec-TPG                                               | TPG-Molekül Pri-,Sec-TPG                                               | TPG-Molekül Pri-,Pri-TPG                                               |
| CAS-Nummer            | 1638-16-0                                                              | 45096-22-8                                                             | – entfällt –                                                           |
| CAS-Nummer            | 24800-44-0 (Isomerengemisch)                                           |                                                                        |                                                                        |
| Summenformel          | C9H20O4                                                                | C9H20O4                                                                | C9H20O4                                                                |
| Molare Masse          | 192,3 g·mol−1                                                          | 192,3 g·mol−1                                                          | 192,3 g·mol−1                                                          |
| Aggregatzustand       | flüssig                                                                | flüssig                                                                | flüssig                                                                |
| Kurzbeschreibung      | Brennbarer Stoff, schwer entzündbar, Schwer oder sehr schwer flüchtig. | Brennbarer Stoff, schwer entzündbar, Schwer oder sehr schwer flüchtig. | Brennbarer Stoff, schwer entzündbar, Schwer oder sehr schwer flüchtig. |
| Schmelzpunkt          | −41 °C                                                                 | −41 °C                                                                 | −41 °C                                                                 |
| Siedepunkt            | 270 °C                                                                 | 270 °C                                                                 | 270 °C                                                                 |
| Dichte                | 1,02 g·cm−3                                                            | 1,02 g·cm−3                                                            | 1,02 g·cm−3                                                            |
| Löslichkeit           | mischbar mit Wasser                                                    | mischbar mit Wasser                                                    | mischbar mit Wasser                                                    |
| Dampfdruck            | 0,0026 hPa (20 °C)                                                     | 0,0026 hPa (20 °C)                                                     | 0,0026 hPa (20 °C)                                                     |
| GHS- Kennzeichnung    | \| keine GHS-Piktogramme \|                                            | \| keine GHS-Piktogramme \|                                            | \| keine GHS-Piktogramme \|                                            |
| H-Sätze               | keine H-Sätze                                                          | keine H-Sätze                                                          | keine H-Sätze                                                          |
| P-Sätze               | keine P-Sätze                                                          | keine P-Sätze                                                          | keine P-Sätze                                                          |
| Toxikologische Daten  | 3000 mg·kg−1 (LD50, Ratte, oral)                                       | 3000 mg·kg−1 (LD50, Ratte, oral)                                       | 3000 mg·kg−1 (LD50, Ratte, oral)                                       |
| keine GHS-Piktogramme |                                                                        |                                                                        |                                                                        |

## Gewinnung und Herstellung
Tripropylenglycole sind Nebenprodukte, die bei der technischen Herstellung von 1,2-Propandiol bzw. Dipropylenglycol entstehen. Dabei reagiert 2-Methyloxiran (1) nach folgendem Schema beispielsweise mit dem  Dipropylenglycol (2) weiter und bildet neben zahlreichen  weiteren Isomeren Sec-, Sec-Tripropylenglycol (3).

## Verwendung
Das Isomerengemisch der Tripropylenglycole wird als Rohstoff in einem Veresterungsprozess mit Acrylsäure umgesetzt, um Tripropylenglykoldiacrylat herzustellen, welche als wichtiger Rohstoff für die  strahlungshärtbaren  Formulierungen gilt. Ebenfalls wird es als reaktionsfähiger Verdünner verwendet, um die Viskosität von Formulierungen zu senken. Klassische Anwendungen sind dabei:
- Druckerfarben
- Lacke
- Farben
- Beschichtungen

## Bedeutung der drei Strukturisomeren
Die drei strukturisomeren Tripropylenglycole besitzen in reiner Form keine praktische Bedeutung. Zur industriellen Anwendung kommt nur das Strukturisomerengemisch (CAS-Nummer: 24800-44-0). Das technische TPG besteht hauptsächlich aus Sec-, Sec-TPG und daneben Pri-, Sec-TPG. Technisches TPG enthält nur wenig Pri-, Pri-TPG.

### Stereoisomerie
Jedes der drei strukturisomeren Tripropylenglycole enthält je drei Stereozentren. Folglich gibt es eine Vielzahl von Stereoisomeren, die einzeln ohne Bedeutung sind, aber als Bestandteil des technisch wichtigen Strukturisomerengemischs (CAS-Nummer: 24800-44-0) vorliegen.